# بركة السبع
بركة السبع هي مدينة في محافظة المنوفية بمصر، وهي قاعدة مركز بركة السبع.

## التاريخ
قرية بركة السبع من القرى القديمة، حيث وردت باسم «بركة السبع» في أعمال جزيرة قوسينا ضمن قرى الروك الصلاحي التي أحصاها ابن مماتي في كتاب قوانين الدواوين، كما وردت باسم «بركة السبع» في أعمال الغربية ضمن قرى الروك الناصري التي أحصاها ابن الجيعان في كتاب «التحفة السنية بأسماء البلاد المصرية». وفي العصر العثماني وردت باسم «بركة السبع» في التربيع العثماني الذي أجراه الوالي العثماني سليمان باشا الخادم في عصر السلطان العثماني سليمان القانوني ضمن قرى ولاية الغربية، وفي تاريخ 1228هـ/1813م الذي عدّ قرى مصر بعد المسح الذي قام به محمد علي باشا باسم «بركة السبع» ضمن قرى مديرية المنوفية.